# Lynne Ramsay
Lynne Ramsay, född 5 december 1969 i Glasgow i Skottland, är en brittisk regissör, manusförfattare och filmproducent.
Hon har bland annat filmatiserat Lionel Shrivers bästsäljande bok Vi måste prata om Kevin med bland andra Tilda Swinton, John C. Reilly och Ezra Miller i rollerna.
Ramsay vann år 2000 en BAFTA Award som "mest lovande nykomling" för sin film Råttfångaren. Även kortfilmen Gasman (1998) och långfilmen Vi måste prata om Kevin (2011)  har nominerats till BAFTA Awards. Vid Filmfestivalen i Cannes har hon tilldelats flera priser, bland annat för kortfilmerna Small Deaths (1996) och Gasman samt för långfilmen Morvern Callar (2002). 2011 nominerades Vi måste prata om Kevin till det prestigefulla priset Guldpalmen. Långfilmen You Were Never Really Here från 2017 vann Bästa manuskript och Bästa manliga skådespelare (Joaquin Phoenix) vid Filmfestivalen i Cannes 2017, där den även var nominerad till Guldpalmen.
Ramsay skulle ha regisserat westernfilmen Jane Got a Gun med Natalie Portman i huvudrollen, en film som hade premiär 2014. Hon hoppade dock av projektet så sent som dagen innan inspelningsstart vilket fick mycket uppmärksamhet i media.
Lynne Ramsay är gift med musikern Rory Kinnear.

## Filmografi i urval
- 1996 – Kill the Day (kortfilm) (regi och manus)
- 1996 – Small Deaths (kortfilm) (regi och manus)
- 1998 – Gasman (kortfilm) (regi och manus)
- 1999 – Råttfångaren (regi och manus)
- 2002 – Morvern Callar (regi och manus)
- 2011 – Vi måste prata om Kevin (regi, manus och produktion)
- 2012 – Swimmer (kortfilm) (regi och produktion)
- 2017 – You Were Never Really Here (regi, manus och produktion)
- 2025 – Die, My Love (regi och manus)